# 耶米·玛丽·约翰
耶米·玛丽·约翰（英語：Yemi Mary John，2003年5月3日—），英国女子田径运动员，2022年世界20岁以下锦标赛女子400米金牌得主和女子4×400米接力铜牌得主、2023年世界锦标赛混合4×400米接力银牌得主。